# (707) Steïna
(707) Steïna – planetoida z pasa głównego asteroid okrążająca Słońce w ciągu 3 lat i 81 dni w średniej odległości 2,18 au. Została odkryta 22 grudnia 1910 roku w Landessternwarte Heidelberg-Königstuhl w Heidelbergu przez Maxa Wolfa. Nazwa planetoidy pochodzi od Mr. Steïna, fundatora Breslau Observatory. Przed nadaniem nazwy planetoida nosiła oznaczenie tymczasowe (707) 1910 LD.